# Pic Paradis
Pic Paradis är ett berg i den centrala delen av Saint-Martin, cirka 3,9 kilometer öster om huvudorten Marigot. Toppen på Pic Paradis är 415 meter över havet. Pic Paradis är den högsta punkten på ön Saint Martin.